# Lista de apresentações ao vivo de Taylor Swift
A cantora estadunidense Taylor Swift se apresentou em seis turnês, quatro shows únicos, 21 festivais de música e 190 programas de TV e premiações. Ela começou promovendo seu primeiro álbum Taylor Swift, em 2006 e 2007, através de apresentações em diversas premiações musicais e programas de televisão, incluindo o 42º Academy of Country Music Awards e o Good Morning America. Ela então atuou como a artista de abertura dos shows do Rascal Flatts (2006), George Strait (2007), Kenny Chesney (2007), Brad Paisley (2007-08), e da turnê conjunta de Tim McGraw e Faith Hill (2007).
Em 2009, Swift embarcou em sua turnê de estreia, a Fearless Tour, que visitou a América do Norte, Europa, Austrália e Ásia, e arrecadou mais de US$ 63 milhões. Em 2011 ela embarcou em sua turnê Speak Now World Tour, que visitou a Ásia, Europa, América do Norte e Oceania. No final de 2011, a turnê ficou em quarto lugar na lista das 25 maiores turnês do ano da revista Pollstar, arrecadando US$ 104,2 milhões com 100 shows, tornando-se a turnê de maior arrecadação de uma cantora e de um artista solo no ano de 2011. A turnê terminou em março de 2012 e arrecadou mais de US$ 123 milhões.
As turnês posteriores de Swift quebraram recordes mundiais, com The Red Tour, de 2013–14, arrecadando US$ 150 milhões, tornando-se a turnê de um artista country de maior arrecadação da história. The 1989 World Tour, de 2015, tornou-se a turnê de Swift com a maior arrecadação e maior público na época, mobilizando 2.278.647 fãs e arrecadando mais de US$ 250 milhões, e tornou-se a turnê de maior arrecadação de 2015, bem como uma das turnês de maior arrecadação da década. The 1989 World Tour arrecadou mais de US$ 199,4 milhões somente na América do Norte, quebrando o recorde anterior de US$ 162 milhões estabelecido pelo The Rolling Stones em 2005, e Swift tornou-se a primeira cantora na história da música a alcançar tal feito. Com sua Reputation Stadium Tour, de 2018, a artista superou seu próprio recorde de arrecadação e público, alcançados durante a The 1989 World Tour, vendendo 107,550 ingressos e arrecadando US$ 14 milhões no Levi's Stadium, em Santa Clara, estado da Califórnia, nos Estados Unidos. Na América do Norte, a turnê arrecadou US$ 202,3 milhões, e assim Swift quebrou seu próprio recorde de turnê de uma cantora com maior arrecadação naquele continente, alcançado com sua turnê The 1989 World Tour, com menos datas. A Reputation Stadium Tour também bateu o recorde de turnê de maior arrecadação na história dos EUA.
A próxima turnê de Swift seria a Lover Fest, e já estava programada para visitar estádios e festivais de música, a partir de 20 de junho de 2020, e foi posteriormente adiada para 2021, devido à preocupação com a pandemia de COVID-19; a turnê acabou sendo cancelada depois de ter sido adiada. Já com a The Eras Tour, de 2023, Swift superou de novo o recorde de turnê de maior arrecadação na história dos EUA, além de deter o recorde de maior turnê lucrativa de todos os tempos, arrecadando aproximadamente US$ 1,03 bilhões. 

## Turnês
| Título                  | Datas                                        | Álbum(s) associado(s) | Continente(s)                                       | Shows | Faturamento    | Público   | Ref.                       |
| ----------------------- | -------------------------------------------- | --------------------- | --------------------------------------------------- | ----- | -------------- | --------- | -------------------------- |
| Fearless Tour           | 23 de abril de 2009 – 10 de julho de 2010    | Fearless              | Austrália Ásia Europa América do Norte              | 118   | US$75.860.000  | 1.200.000 | [ 8 ] [ 19 ] [ 20 ] [ 21 ] |
| Speak Now World Tour    | 9 de fevereiro de 2011 – 18 de março de 2012 | Speak Now             | Ásia Europa América do Norte Oceania                | 110   | US$123.700.000 | 1.640.000 | [ 9 ]                      |
| The Red Tour            | 13 de março de 2013 – 12 de junho de 2014    | Red                   | Ásia Europa América do Norte Oceania                | 86    | US$150.200.000 | 1.700.000 | [ 22 ]                     |
| The 1989 World Tour     | 5 de maio de 2015 – 12 de dezembro de 2015   | 1989                  | Ásia Europa América do Norte Oceania                | 85    | US$250.700.000 | 2.280.000 | [ 12 ] [ 13 ]              |
| Reputation Stadium Tour | 8 de maio de 2018 – 21 de novembro de 2018   | Reputation            | América do Norte Europa Oceania Ásia                | 53    | US$345.600.000 | 2,880,000 | [ 23 ] [ 24 ] [ 25 ]       |
| The Eras Tour           | 17 de março de 2023 – 08 de dezembro de 2024 | Discografia completa  | América do Norte América do Sul Oceania Ásia Europa | 152   | —              | —         | [ 18 ]                     |

## Shows únicos
| Data                   | Nome                                    | Evento                                        | Cidade         | Canção(ões) | Ref.          |
| ---------------------- | --------------------------------------- | --------------------------------------------- | -------------- | --- | ------------- |
| 6 de outubro de 2008   | Taylor Swift and Def Leppard            | CMT Crossroads                                | Nashville, EUA | " Photograph " " Picture to Burn " " Love Story " " Hysteria " " Teardrops on My Guitar " " When Love & Hate Collide " " Should've Said No " " Pour Some Sugar on Me " " Love " " Our Song " " Two Steps Behind " (todas as canções com Def Leppard ) | [ 26 ]        |
| 22 de outubro de 2016  | Taylor Swift Live in Concert            | Grande Prêmio de Formula 1 dos Estados Unidos | Austin, EUA    | " New Romantics " " 22 " " Blank Space " " I Knew You Were Trouble " " Style " " You Belong with Me " " Fifteen " (acústico) "Holy Ground" " We Are Never Ever Getting Back Together " / " Bad Blood " " Love Story " (versão pop) " This Is What You Came For " (piano) " Sparks Fly " (piano) "Enchanted" / " Wildest Dreams " piano) " Out of the Woods " " Shake It Off "                                 | [ 27 ]        |
| 4 de fevereiro de 2017 | Super Saturday Night: Taylor Swift      | Super Saturday Night                          | Houston, EUA   | " New Romantics " " 22 " " Blank Space " " I Knew You Were Trouble " " Style " " I Don't Wanna Live Forever " (acústico) " You Belong with Me " " This Is What You Came For " (acústico) " Better Man " " Red " " We Are Never Ever Getting Back Together " " Love Story " (versão pop) " All Too Well " (piano) "Enchanted" / " Wildest Dreams " (piano) " Bad Blood " " Out of the Woods " " Shake It Off " | [ 28 ]        |
| 9 de setembro de 2019  | City of Lover                           | Show de lançamento do álbum                   | Paris, França  | " Me! " " Blank Space " " I Knew You Were Trouble " " The Archer " " Love Story " " Delicate " "Death By a Thousand Cuts" (acústico) "Cornelia Street" (acústico) " The Man " (acústico) " All Too Well " (piano) " Red " (piano) "Daylight" (piano) " Style " " You Need to Calm Down " " Lover " " Shake It Off "                                                                                           | [ 29 ] [ 30 ] |
| 25 de novembro de 2020 | Folklore: The Long Pond Studio Sessions | Concerto dos bastidores do álbum              | Hudson Valley  | " The 1 " " Cardigan " " The Last Great American Dynasty " " Exile " (com Bon Iver ) "My Tears Ricochet" "Mirrorball" "Seven" "August" "This Is Me Trying" "Illicit Affairs" "Invisible String" "Mad Woman" "Epiphany" " Betty " "Peace" "Hoax" " The Lakes " (todas as músicas acústicas com Aaron Dessner e Jack Antonoff )                                                                                 | [ 31 ]        |

## Festivais de música
| Data                   | Evento                                      | Cidade                          | Canção(ões) |
| ---------------------- | ------------------------------------------- | ------------------------------- | --- |
| 4 de junho de 2009     | BamaJam                                     | Enterprise, EUA                 | " You Belong with Me " " Our Song " "Tell Me Why" " Teardrops on My Guitar " " Fearless " "Forever & Always" "Hey Stephen" " Fifteen " " Tim McGraw " " White Horse " " Love Story " "The Way I Loved You" " You're Not Sorry " (contém elementos de " What Goes Around... Comes Around ") " Picture to Burn " " Change " "I'm Only Me When I'm With You" (com Kellie Pickler e Gloriana) " Today Was a Fairytale " " Should've Said No " |
| 24 de junho de 2009    | Country USA Festival                        | Oshkosh, EUA                    | " You Belong with Me " " Our Song " "Tell Me Why" " Teardrops on My Guitar " " Fearless " "Forever & Always" "Hey Stephen" " Fifteen " " Tim McGraw " " White Horse " " Love Story " "The Way I Loved You" " You're Not Sorry " (contém elementos de " What Goes Around... Comes Around ") " Picture to Burn " " Change " "I'm Only Me When I'm With You" (com Kellie Pickler e Gloriana) " Today Was a Fairytale " " Should've Said No " |
| 25 de junho de 2009    | Chippewa Valley Country Fest                | Cadott, EUA                     | " You Belong with Me " " Our Song " "Tell Me Why" " Teardrops on My Guitar " " Fearless " "Forever & Always" "Hey Stephen" " Fifteen " " Tim McGraw " " White Horse " " Love Story " "The Way I Loved You" " You're Not Sorry " (contém elementos de " What Goes Around... Comes Around ") " Picture to Burn " " Change " "I'm Only Me When I'm With You" (com Kellie Pickler e Gloriana) " Today Was a Fairytale " " Should've Said No " |
| 9 de julho de 2009     | Commonwealth Country                        | Edmonton, Canadá                | " You Belong with Me " " Our Song " "Tell Me Why" " Teardrops on My Guitar " " Fearless " "Forever & Always" "Hey Stephen" " Fifteen " " Tim McGraw " " White Horse " " Love Story " "The Way I Loved You" " You're Not Sorry " (contém elementos de " What Goes Around... Comes Around ") " Picture to Burn " " Change " "I'm Only Me When I'm With You" (com Kellie Pickler e Gloriana) " Today Was a Fairytale " " Should've Said No " |
| 10 de julho de 2009    | Craven Country Jamboree                     | Craven, Canadá                  | " You Belong with Me " " Our Song " "Tell Me Why" " Teardrops on My Guitar " " Fearless " "Forever & Always" "Hey Stephen" " Fifteen " " Tim McGraw " " White Horse " " Love Story " "The Way I Loved You" " You're Not Sorry " (contém elementos de " What Goes Around... Comes Around ") " Picture to Burn " " Change " "I'm Only Me When I'm With You" (com Kellie Pickler e Gloriana) " Today Was a Fairytale " " Should've Said No " |
| 16 de julho de 2009    | Country Thunder Festival                    | Twin Lakes, EUA                 | " You Belong with Me " " Our Song " "Tell Me Why" " Teardrops on My Guitar " " Fearless " "Forever & Always" "Hey Stephen" " Fifteen " " Tim McGraw " " White Horse " " Love Story " "The Way I Loved You" " You're Not Sorry " (contém elementos de " What Goes Around... Comes Around ") " Picture to Burn " " Change " "I'm Only Me When I'm With You" (com Kellie Pickler e Gloriana) " Today Was a Fairytale " " Should've Said No " |
| 23 de julho de 2009    | Cheyenne Frontier Days                      | Cheyenne, EUA                   | " You Belong with Me " " Our Song " "Tell Me Why" " Teardrops on My Guitar " " Fearless " "Forever & Always" "Hey Stephen" " Fifteen " " Tim McGraw " " White Horse " " Love Story " "The Way I Loved You" " You're Not Sorry " (contém elementos de " What Goes Around... Comes Around ") " Picture to Burn " " Change " "I'm Only Me When I'm With You" (com Kellie Pickler e Gloriana) " Today Was a Fairytale " " Should've Said No " |
| 25 de julho de 2009    | North Dakota State Fair                     | Minot, EUA                      | " You Belong with Me " " Our Song " "Tell Me Why" " Teardrops on My Guitar " " Fearless " "Forever & Always" "Hey Stephen" " Fifteen " " Tim McGraw " " White Horse " " Love Story " "The Way I Loved You" " You're Not Sorry " (contém elementos de " What Goes Around... Comes Around ") " Picture to Burn " " Change " "I'm Only Me When I'm With You" (com Kellie Pickler e Gloriana) " Today Was a Fairytale " " Should've Said No " |
| 7 de julho de 2009     | WE Fest                                     | Detroit Lakes, EUA              | " You Belong with Me " " Our Song " "Tell Me Why" " Teardrops on My Guitar " " Fearless " "Forever & Always" "Hey Stephen" " Fifteen " " Tim McGraw " " White Horse " " Love Story " "The Way I Loved You" " You're Not Sorry " (contém elementos de " What Goes Around... Comes Around ") " Picture to Burn " " Change " "I'm Only Me When I'm With You" (com Kellie Pickler e Gloriana) " Today Was a Fairytale " " Should've Said No " |
| 22 de agosto de 2009   | V Festival                                  | Chelmsford, Inglaterra          | " You Belong with Me " " Our Song " "Tell Me Why" " Teardrops on My Guitar " " Fearless " "Forever & Always" "Hey Stephen" " Fifteen " " Tim McGraw " " White Horse " " Love Story " "The Way I Loved You" " You're Not Sorry " (contém elementos de " What Goes Around... Comes Around ") " Picture to Burn " " Change " "I'm Only Me When I'm With You" (com Kellie Pickler e Gloriana) " Today Was a Fairytale " " Should've Said No " |
| 23 de agosto de 2009   | V Festival                                  | Weston-under-Lizard, Inglaterra | " You Belong with Me " " Our Song " "Tell Me Why" " Teardrops on My Guitar " " Fearless " "Forever & Always" "Hey Stephen" " Fifteen " " Tim McGraw " " White Horse " " Love Story " "The Way I Loved You" " You're Not Sorry " (contém elementos de " What Goes Around... Comes Around ") " Picture to Burn " " Change " "I'm Only Me When I'm With You" (com Kellie Pickler e Gloriana) " Today Was a Fairytale " " Should've Said No " |
| 29 de maio de 2010     | Bayou Country Superfest                     | Baton Rouge, EUA                | " You Belong with Me " " Our Song " "Tell Me Why" " Teardrops on My Guitar " " Fearless " "Forever & Always" "Hey Stephen" " Fifteen " " Tim McGraw " " White Horse " " Love Story " "The Way I Loved You" " You're Not Sorry " (contém elementos de " What Goes Around... Comes Around ") " Picture to Burn " " Change " "I'm Only Me When I'm With You" (com Kellie Pickler e Gloriana) " Today Was a Fairytale " " Should've Said No " |
| 10 de julho de 2010    | Cavendish Beach Music Festival              | Cavendish, Canadá               | " You Belong with Me " " Our Song " "Tell Me Why" " Teardrops on My Guitar " " Fearless " "Forever & Always" "Hey Stephen" " Fifteen " " Tim McGraw " " White Horse " " Love Story " "The Way I Loved You" " You're Not Sorry " (contém elementos de " What Goes Around... Comes Around ") " Picture to Burn " " Change " "I'm Only Me When I'm With You" (com Kellie Pickler e Gloriana) " Today Was a Fairytale " " Should've Said No " |
| 21 de setembro de 2012 | iHeartRadio Music Festival                  | Las Vegas, EUA                  | " Sparks Fly " " You Belong with Me " " Mean " " Love Story " " We Are Never Ever Getting Back Together " [ 32 ] |
| 12 de agosto de 2013   | CMA Music Festival: Country's Night To Rock | Nashville, EUA                  | "We Are Never Ever Getting Back Together" "Mean" "Love Story" " Red " " Highway Don't Care " (com Tim McGraw e Keith Urban , gravado ao vivo no estádio LP Field , em 6 de junho de 2013) [ 33 ] |
| 19 de setembro de 2014 | iHeartRadio Music Festival                  | Las Vegas, EUA                  | "We Are Never Ever Getting Back Together" " 22 " " I Knew You Were Trouble " "Love Story" " Shake It Off " [ 34 ] |
| 15 de maio de 2015     | Rock in Rio USA                             | Las Vegas, EUA                  | setlist da The 1989 World Tour " Tenerife Sea " (com Ed Sheeran ) "Wonderland" [ 35 ] |
| 24 de maio de 2015     | BBC Radio 1's Big Weekend                   | Norwich, Inglaterra             | "We Are Never Ever Getting Back Together" " Blank Space " " Style " "I Knew You Were Trouble" "Love Story" " Bad Blood " "Shake It Off" [ 36 ] |
| 27 de junho de 2015    | British Summer Time                         | Londres, Inglaterra             | "Welcome to New York" "New Romantics" "Blank Space" "I Knew You Were Trouble" "I Wish You Would" "How You Get the Girl" "I Know Places" "All You Had To Do Was Stay" "You Are in Love" "Clean" "Love Story" "Style" "This Love" "Bad Blood" "We Are Never Ever Getting Back Together" "Wildest Dreams" / "Enchanted" "Out of the Woods" "Shake It Off" [ 37 ]                                                                             |
| 27 de maio de 2018     | BBC Music's Biggest Weekend                 | Swansea, País de Gales          | " ...Ready for It? " " Gorgeous " " Look What You Made Me Do " " Delicate " (acústico) "Blank Space" "Shake it Off" [ 38 ] |
| 1 de junho de 2019     | iHeartRadio Wango Tango                     | Carson, EUA                     | "Shake It Off" "Blank Space" "I Knew You Were Trouble" "Love Story" "Delicate" (acústico) "Style" "We Are Never Ever Getting Back Together" " Me! " (com Brendon Urie ) [ 39 ] |

## Programas de TV, premiações e outras apresentações ao vivo

### 2006–2008:Taylor Swift
| Data                    | Evento                                           | Cidade               | Canções performadas                               |
| ----------------------- | ------------------------------------------------ | -------------------- | ------------------------------------------------- |
| 24 de outubro de 2006   | Good Morning America                             | Nova Iorque          | "Tim McGraw"                                      |
| 24 de outubro de 2006   | The Megan Mullally Show                          | Nova Iorque          | "Tim McGraw"                                      |
| 12 de novembro de 2006  | 2006 Checker Auto Parts 500                      | Avondale, Arizona    | "The Star-Spangled Banner"                        |
| 23 de novembro de 2006  | NFL on Thanksgiving Day                          | Kansas City          | "The Star-Spangled Banner"                        |
| 13 de fevereiro de 2007 | The Tonight Show with Jay Leno                   | Burbank, Califórnia  | "Tim McGraw"                                      |
| 15 de maio de 2007      | 42º ACM Awards                                   | Las Vegas            | "Tim McGraw"                                      |
| 21 de agosto de 2007    | America's Got Talent final                       | Las Vegas            | "Teardrops on My Guitar" (com Julienne Irwin)     |
| 10 de outubro de 2007   | Live with Regis and Kelly                        | Nova Iorque          | "Our Song"                                        |
| 7 de novembro de 2007   | CMA Awards 2007                                  | Nashville, Tennessee | "Our Song"                                        |
| 28 de novembro de 2007  | 75th Rockefeller Center Christmas Tree Lightning | Nova Iorque          | "Silent Night"                                    |
| 25 de dezembro de 2007  | The Today Show                                   | Las Vegas            | " Christmases When You Were Mine " "Silent Night" |
| 27 de dezembro de 2007  | Dick Clark's New Year's Rockin' Eve 2008         | Nova Iorque          | "Our Song" "Teardrops on My Guitar"               |
| 17 de janeiro de 2008   | The Ellen DeGeneres Show                         | Burbank, California  | "Our Song"                                        |
| 14 de abril de 2008     | 2008 CMT Music Awards                            | Nashville, Tennessee | "Picture to Burn"                                 |
| 29 de abril de 2008     | Good Morning America                             | Nova Iorque          | "Our Song" "Picture to Burn"                      |
| 18 de maio de 2008      | 43º ACM Awards                                   | Las Vegas            | "Should've Said No"                               |
| 6 de dezembro de 2008   | CMT Giants: Alan Jackson                         | Nashville, Tennessee | "Drive (For Daddy Gene)"                          |

### 2008–2010:Fearless
| Data                    | Evento                                            | Cidade                  | Canções performadas |
| ----------------------- | ------------------------------------------------- | ----------------------- | --- |
| 10 de novembro de 2008  | Good Morning America                              | Nova Iorque             | "Love Story" |
| 10 de novembro de 2008  | Late Show with David Letterman                    | Nova Iorque             | "Fearless" |
| 11 de novembro de 2008  | The Ellen DeGeneres Show                          | Burbank, California     | "Love Story" " Should've Said No " |
| 25 de outubro de 2008   | 2008 World Series                                 | Philadelphia            | "The Star-Spangled Banner" |
| 12 de novembro de 2008  | 2008 CMA Awards                                   | Nashville, Tennessee    | "Love Story" |
| 23 de novembro de 2008  | 2008 American Music Awards                        | Los Angeles, California | "White Horse" |
| 3 de dezembro de 2008   | 51st Grammy Nominations Concert                   | Los Angeles, Califórnia | " I'm Sorry " "White Horse" |
| December 5, 2008        | The Tonight Show with Jay Leno                    | Burbank, Califórnia     | "White Horse" " Our Song " |
| 31 de dezembro de 2008  | Dick Clark's New Year's Rockin' Eve 2009          | Nova Iorque             | " Picture to Burn " "Love Story" "Forever & Always" " Change " |
| 10 de janeiro de 2009   | Saturday Night Live                               | Nova Iorque             | "Love Story" "Forever & Always" |
| 8 de fevereiro de 2009  | 51st Grammy Awards                                | Los Angeles             | "Fifteen" (com Miley Cyrus) |
| 18 de fevereiro de 2009 | Loose Women                                       | Londres, inglaterra     | "Love Story" |
| 1 de março de 2009      | Florida Strawberry Festival                       | Plant City, Flórida     | " You Belong with Me " "Our Song" "Tell Me Why" " Teardrops on My Guitar " "Forever & Always" "Hey Stephen" "White Horse" " Leavin' "Should've Said No" "Fearless" " Tim McGraw " "Love Story" "Change" "Picture to Burn" |
| 14 de março de 2009     | Sound Relief                                      | Sydney, Austrália       | "You Belong with Me" "Our Song" "Love Story" "Change" |
| 5 de abril de 2009      | 44th ACM Awards                                   | Las Vegas               | "Picture to Burn" (com Brooks & Dunn ) " You're Not Sorry " |
| May 5, 2009             | Later... with Jools Holland                       | Londres, Inglaterra     | "Love Story" |
| 8 de maio de 2009       | The Paul O'Grady Show                             | Londres, inglaterra     | "Teardrops on My Guitar" |
| 29 de maio de 2009      | The Today Show                                    | Nova Iorque             | "Love Story" "You Belong with Me" "Teardrops on My Guitar" "Our Song" |
| 16 de junho de 2009     | 2009 CMT Music Awards                             | Nashville, Tennessee    | "Thug Story" (pré-gravado "Love Story" paródia com T-Pain ) "You Belong With Me" " Pour Some Sugar on Me " (com Def Leppard )                                                                                             |
| 21 de agosto de 2009    | GMTV                                              | Nova Iorque             | "You Belong With Me" |
| 13 de setembro de 2009  | MTV Video Music Awards de 2009                    | Nova Iorque             | "You Belong With Me" |
| 15 de setembro de 2009  | The View                                          | Nova Iorque             | "You Belong With Me" |
| 27 de outubro de 2009   | Dancing with the Stars E.U.A. 9ª temporada        | Los Angeles             | " Jump Then Fall " "White Horse" "Love Story" |
| 7 de novembro de 2009   | Saturday Night Live                               | Nova Iorque             | "The Monologue Song (La La La)" "You Belong With Me" " Untouchable " |
| 11 de novembro de 2009  | 2009 CMA Awards                                   | Nashville, Tennessee    | "Forever & Always" "Fifteen" |
| 18 de novembro de 2009  | The Paul O'Grady Show                             | Londres, Inglaterra     | "Fifteen" |
| 22 de janeiro de 2010   | Hope for Haiti Now                                | Los Angeles             | "Breathless" |
| 31 de janeiro de 2010   | 52nd Grammy Awards                                | Los Angeles             | " Today Was a Fairytale " " Rhiannon " (com Stevie Nicks ) "You Belong With Me" (com Stevie Nicks) |
| 17 de fevereiro de 2010 | Sukkiri Morning Show                              | Tókio, Japão            | "You Belong with Me" |
| 18 de fevereiro de 2010 | So You Think You Can Dance Austrália 3ª temporada | Sydney, Austrália       | "You Belong with Me" |
| 28 de fevereiro de 2010 | Music Japan Overseas                              | Tókio, Japão            | "You Belong with Me" |
| 18 de abril de 2010     | 45th ACM Awards                                   | Las Vegas               | "Change" |
| 26 de abril de 2010     | Auburn University Surprise Concert                | Auburn, Alabama         | "Love Story" |

### 2010–2012:Speak Now
| Data                    | Evento                                               | Cidade                    | Canções performadas |
| ----------------------- | ---------------------------------------------------- | ------------------------- | --- |
| 9 de setembro de 2010   | 2010 NFL Kickoff Game                                | New Orleans, Louisiana    | " Mine " "You Belong with Me"                                                                                             |
| 12 de setembro de 2010  | MTV Video Music Awards de 2010                       | Los Angeles               | "Innocent" |
| 5 de outubro de 2010    | The X Factor (Itália) 4ª temporada                   | Milão, Itália             | "Mine" |
| 19 de outubro de 2010   | Le Grand Journal                                     | Cannes, França            | "Mine" |
| 26 de outubro de 2010   | The Today Show                                       | Nova Iorque               | "Mine" " Speak Now " "Love Story"                                                                                         |
| 26 de outubro de 2010   | Late Show with David Letterman                       | Nova Iorque               | "Speak Now" |
| 27 de outubro de 2010   | Live with Regis and Kelly                            | Nova Iorque               | "Mine" |
| 1 de novembro de 2010   | The Ellen DeGeneres Show                             | Burbank, California       | "You Belong With Me" " Back to December " "Mine"                                                                          |
| 2 de novembro de 2010   | Dancing with the Stars 11º temporada                 | Los Angeles               | "Mine" "White Horse" |
| 10 de novembro de 2010  | 2010 CMA Awards                                      | Nashville, Tennessee      | "Back to December" |
| 14 de novembro de 2010  | BBC Radio 1's Teen Awards 2010                       | Londres, Inglaterra       | "Love Story" "Speak Know" "Mine"                                                                                          |
| 18 de novembro de 2010  | Zoom In                                              | Tókio, Japão              | "Mine" |
| 19 de novembro de 2010  | Music Station                                        | Tókio, Japão              | "Mine" |
| 21 de novembro de 2010  | 2010 American Music Awards                           | Los Angeles               | "Back to December" / "Apologize"                                                                                          |
| 25 de novembro de 2010  | NBC's Thanksgiving Special: Taylor Swift - Speak Now | Los Angeles / Nova Iorque | "Mine" " Sparks Fly " " The Story of Us " " Long Live " " Haunted " " Mean " "Back to December" " Enchanted " "Speak Now" |
| 21 de janeiro de 2011   | Allure of the Seas                                   | Cozumel, México           | " Fearless " "Sparks Fly" " I'm Yours " " Hey, Soul Sister "                                                              |
| 3 de abril de 2011      | 46th ACM Awards                                      | Las Vegas                 | "Mean" |
| 5 de abril de 2011      | BBC Radio 1's Live Lounge                            | Londres, Inglaterra       | "The Story of Us", " White Blank Page "                                                                                   |
| 11 de maio de 2011      | The Ellen DeGeneres Show                             | Burbank, California       | "The Story of Us" |
| 9 de novembro de 2011   | 2011 CMA Awards                                      | Nashville, Tennessee      | "Ours" |
| 12 de janeiro de 2012   | Show do The Civil Wars                               | Nashville, Tennessee      | "Safe & Sound" |
| 12 de fevereiro de 2012 | 54th Grammy Awards                                   | Los Angeles               | "Mean" |
| 21 de fevereiro de 2012 | The Ellen DeGeneres Show                             | Burbank, California       | "Pumped Up Kicks" (acústico com Zac Efron)                                                                                |

### 2012–2014:Red
| Data                    | Evento                                            | Cidade                  | Canções performadas |
| ----------------------- | ------------------------------------------------- | ----------------------- | --- |
| 6 de setembro de 2012   | MTV Video Music Awards de 2012                    | Los Angeles, California | "We Are Never Ever Getting Back Together" |
| 7 de setembro de 2012   | Stand Up to Cancer 2012                           | Los Angeles             | "Ronan" |
| 13 de setembro de 2012  | TV Xuxa                                           | Rio de Janeiro, Brasil  | "We Are Never Ever Getting Back Together" " Long Live " |
| 13 de setembro de 2012  | Showcase                                          | Rio de Janeiro, Brasil  | "Sparks Fly" "You Belong With Me" "Mean" "Love Story" "Fifteen" "We Are Never Ever Getting Back Together" "Long Live" (com Paula Fernandes )                                |
| 7 de outubro de 2012    | BBC Radio 1's Teen Awards 2012                    | Londres, Inglaterra     | "You Belong With Me" "Love Story" " Red " "We Are Never Ever Getting Back Together"                                                                                         |
| 14 de outubro de 2012   | The X Factor UK 9ª temporada                      | Londres, Inglaterra     | "We Are Never Ever Getting Back Together" |
| 15 de outubro de 2012   | VH1 Storytellers                                  | Claremont, Califórnia   | "You Belong With Me" "Red" " Ours " " Eyes Open " "Mean" " Begin Again " "We Are Never Ever Getting Back Together" " Our Song " "Love Story"                                |
| 23 de outubro de 2012   | The View                                          | Nova Iorque             | "We Are Never Ever Getting Back Together" |
| 23 de outubro de 2012   | Late Show with David Letterman                    | Nova Iorque             | "Red" |
| 23 de outubro de 2012   | Good Morning America                              | Nova Iorque             | "We Are Never Ever Getting Back Together" "Red" "Love Story" |
| 30 de outubro de 2012   | Dancing with the Stars 15ª temporada              | Los Angeles             | "We Are Never Ever Getting Back Together" |
| 1 de novembro de 2012   | 2012 CMA Awards                                   | Nashville, Tennessee    | "Begin Again" |
| 11 de novembro de 2012  | MTV Europe Music Awards de 2012                   | Frankfurt, Alemanha     | "We Are Never Ever Getting Back Together" |
| 15 de novembro de 2012  | The X Factor 2ª temporada                         | Los Angeles             | "State of Grace" |
| 18 de novembro de 2012  | 2012 American Music Awards                        | Los Angeles             | "I Knew You Were Trouble" |
| 20 de novembro de 2012  | Sukkiri Morning Show                              | Tókio, Japão            | "We Are Never Ever Getting Back Together" |
| 25 de novembro de 2012  | The Today Show Australia                          | Sydney, Australia       | "We Are Never Ever Getting Back Together" "Red" "I Knew You Were Trouble"                                                                                                   |
| 29 de novembro de 2012  | 2012 ARIA Music Awards                            | Sydney, Austrália       | "I Knew You Were Trouble" |
| 15 de dezembro de 2012  | Schlag den Raab                                   | Cologne, Alemanha       | "We Are Never Ever Getting Back Together" |
| 31 de dezembro de 2012  | Dick Clark's New Year's Rockin' Eve 2013          | Nova Iorque             | "I Knew You Were Trouble" "We Are Never Ever Getting Back Together" |
| 24 de janeiro de 2013   | Los Premios 40 Principales 2012                   | Madrid, Espanha         | "Love Story" "We Are Never Ever Getting Back Together" |
| 26 de janeiro de 2013   | NRJ Music Awards 2013                             | Cannes, França          | "We Are Never Ever Getting Back Together" |
| 28 de janeiro de 2013   | Le Grand Journal                                  | Paris, França           | "We Are Never Ever Getting Back Together" |
| 28 de janeiro de 2013   | Taylor Swift - Live on The Seine                  | Paris, França           | "Red" "You Belong with Me" " 22 " "I Knew You Were Trouble" "Love Story" "We Are Never Ever Getting Back Together"                                                          |
| 10 de fevereiro de 2013 | 55th Grammy Awards                                | Los Angeles             | "We Are Never Ever Getting Back Together" |
| 20 de fevereiro de 2013 | 2013 Brit Awards                                  | Londres, Inglaterra     | "I Knew You Were Trouble" |
| 22 de fevereiro de 2013 | The Graham Norton Show                            | Londres, Inglaterra     | "I Knew You Were Trouble" |
| 1 de março de 2013      | 2013 Country Radio Seminar                        | Nashville, Tennessee    | "Cruise" (Florida Georgia Line com Taylor Swift) |
| 9 de março de 2013      | Let's Dance for Comic Relief                      | Londres, Inglaterra     | "22" |
| 7 de abril de 2013      | 48th ACM Awards                                   | Las Vegas               | "Highway Don't Care" (Tim McGraw com Taylor Swift e Keith Urban) |
| 19 de maio de 2013      | Tim McGraw's Superstar Summer Night               | Las Vegas               | "Highway Don't Care" (Tim McGraw com Taylor Swift e Keith Urban) |
| 19 de maio de 2013      | 2013 Billboard Music Awards                       | Las Vegas               | "22" |
| 3 de junho de 2013      | The Rolling Stones' 50 & Counting Tour in Chicago | Chicago                 | "As Tears Go By" (The Rolling Stones com Taylor Swift) |
| 5 de junho de 2013      | 2013 CMT Music Awards                             | Nashville, Tennessee    | "Red" |
| 8 de junho de 2013      | Britain's Got Talent 7ª temporada                 | Londres, Inglaterra     | "Everything Has Changed" (com Ed Sheeran) |
| 4 de julho de 2013      | Macy's 4th of July Fireobras Spectacular 2013     | Nova Iorque             | "We Are Never Ever Getting Back Together" "Everything Has Changed" (com Ed Sheeran , ambos pré gravados do show em Arlington, Texas em 25 de maio de 2013 da The Red Tour ) |
| 3 de novembro de 2013   | The X Factor UK 10ª temporada                     | Londres, Inglaterra     | "The Last Time" (com Gary Lightbody do Snow Patrol) |
| 6 de novembro de 2013   | 2013 CMA Awards                                   | Nashville, Tennessee    | "Red" (com Alison Krauss, Edgar Meyer, Eric Darken, Sam Bush e Vince Gill)                                                                                                  |
| 27 de novembro de 2013  | Winter Whites Gala 2013                           | Londres, Inglaterra     | "I Knew You Were Trouble" "Love Story" " Livin' on a Prayer " (acústico com Jon Bon Jovi e Prinpe William, Duque de Cambridge )                                             |
| 10 de dezembro de 2013  | Victoria's Secret Fashion Show 2013               | Nova Iorque             | " My Songs Know What You Did in the Dark (Light Em Up) " ( Fall Out Boy com Taylor Swift ) "I Knew You Were Trouble"                                                        |
| 26 de janeiro de 2014   | 56th Grammy Awards                                | Los Angeles             | "All Too Well" |

### 2014–2016:1989
| Data                    | Evento                                                        | Cidade                      | Canções performadas |
| ----------------------- | ------------------------------------------------------------- | --------------------------- | --- |
| 24 de agosto de 2014    | MTV Video Music Awards de 2014                                | Inglewood, Califórnia       | "Shake It Off" |
| 4 de setembro de 2014   | 2014 German Radio Awards                                      | Marl, Alemanha              | "Shake It Off" |
| 6 de outubro de 2014    | Le Grand Journal                                              | Paris, França               | "Shake It Off" |
| 7 de outubro de 2014    | C à vous                                                      | Paris, França               | "Shake It Off" |
| 9 de outubro de 2014    | BBC Radio 1's Live Lounge                                     | Londres, Inglaterra         | "Shake It Off" "Love Story" (versão pop no teclado) " Riptide " |
| 12 de outubro de 2014   | The X Factor UK 11ª temporada                                 | Londres, Inglaterra         | "Shake It Off" |
| 17 de outubro de 2014   | Jamie Oliver's Food Tube                                      | Londres, Inglaterra         | "Bake It Off" (pre-recorded "Shake It Off" parody com Jamie Oliver for Stand Up to Cancer) |
| 19 de outubro de 2014   | BBC Radio 1's Teen Awards 2014                                | Londres, Inglaterra         | "Love Story" (versão pop gravada no Live Lounge da BBC Radio 1) |
| 20 de outubro de 2014   | The X Factor Australia (6ª temporada)                         | Sydney, Austrália           | "Shake It Off" |
| 23 de outubro de 2014   | Jimmy Kimmel Live!                                            | Los Angeles                 | "Shake It Off" " Out of the Woods " "I Knew You Were Trouble" (não transmitido) "We Are Never Ever Getting Back Together" (não transmitido)                                                                 |
| 24 de outubro de 2014   | We Can Survive 2014                                           | Los Angeles                 | "We Are Never Ever Getting Back Together" "Out of the Woods" "I Knew You Were Trouble" "Shake It Off" |
| 24 de outubro de 2014   | Alan Carr: Chatty Man                                         | Londres, Inglaterra         | "Shake It Off" |
| 27 de outubro de 2014   | The Ellen DeGeneres Show                                      | Burbank, Califórnia         | "Shake It Off" "Out of the Woods" |
| 27 de outubro de 2014   | Taylor Swift's 1989 Secret Session com iHeartRadio            | Nova Iorque                 | " Welcome to New York " "Shake It Off" "Out of the Woods" " Style " " Blank Space " "Shake It Off" |
| 29 de outubro de 2014   | Late Show with David Letterman                                | Nova Iorque                 | "Welcome to New York" |
| 30 de outubro de 2014   | Good Morning America                                          | Nova Iorque                 | "Welcome to New York" "Out of the Woods" "Shake It Off" |
| 5 de novembro de 2014   | Mezamashi TV                                                  | Tókio, Japão                | "Shake It Off" |
| 6 de novembro de 2014   | Sukkiri Morning Show                                          | Tókio, Japão                | "Shake It Off" |
| 7 de novembro de 2014   | SONGS                                                         | Tókio, Japão                | "We Are Never Ever Getting Back Together" "Blank Space" "Shake It Off" |
| 23 de novembro de 2014  | American Music Awards de 2014                                 | Los Angeles                 | "Blank Space" |
| 25 de novembro de 2014  | The Voice (7.ª temporada)                                     | Nova Iorque                 | "Blank Space" |
| 5 de dezembro de 2014   | iHeartRadio Jingle Ball Tour 2014: KIIS-FM's Jingle Ball 2014 | Los Angeles                 | "We Are Never Ever Getting Back Together" "Blank Space" "I Knew You Were Trouble" "Love Story" "Shake It Off"                                                                                               |
| 7 de dezembro de 2014   | Capital FM's Jingle Bell Ball 2014                            | Londres, Inglaterra         | "We Are Never Ever Getting Back Together" "Blank Space" "I Knew You Were Trouble" "Love Story" "Shake It Off"                                                                                               |
| 9 de dezembro de 2014   | Victoria's Secret Fashion Show 2014                           | Londres, Inglaterra         | "Blank Space" "Style" |
| 12 de dezembro de 2014  | iHeartRadio Jingle Ball Tour 2014: Z100 Jingle's Ball 2014    | Nova Iorque                 | "Welcome to New York" "We Are Never Ever Getting Back Together" "Blank Space" "I Knew You Were Trouble" "Shake It Off"                                                                                      |
| 31 de dezembro de 2014  | Dick Clark's New Year's Rockin' Eve 2014                      | Nova Iorque                 | "Welcome to New York" "Shake It Off" |
| 16 de fevereiro de 2015 | Saturday Night Live 40th Anniversary Special After-Party      | Nova Iorque                 | " I Saw Her Standing There " "Shake It Off" (ambos com Paul McCartney , Jimmy Fallon e Dan Aykroyd ) |
| 25 de fevereiro de 2015 | Brit Awards de 2015                                           | Londres, Inglaterra         | "Blank Space" |
| 26 de março de 2015     | The Big Revival Tour de Kenny Chesney em Nashville            | Nashville, Tennessee        | "Big Star" (Kenny Chesney com Taylor Swift) |
| 29 de março de 2015     | iHeartRadio Music Awards de 2015                              | Los Angeles                 | "Ghosttown" (acústico com Madonna nos vocais e Swift no violão) |
| 30 de agosto de 2015    | MTV Video Music Awards de 2015                                | Los Angeles                 | " The Night Is Still Young " " Bad Blood " (ambos com Nicki Minaj ) |
| 30 de setembro de 2015  | Participação da Swift no Museu GRAMMY                         | Los Angeles                 | " Wildest Dreams " (guitarra) " Clean " (acústico) " How You Get the Girl " (acústico) "Blank Space" (acústico) "Out of the Woods" (piano) " All You Had to Do Was Stay " (piano) "Shake It Off" (acústico) |
| 3 de dezembro de 2015   | Nova's Red Room: Taylor Swift on Hamilton Island              | Hamilton, Austrália         | "Blank Space" "Out of the Woods" "Wildest Dreams" "Shake It Off" |
| 15 de fevereiro de 2016 | 58th Grammy Awards                                            | Los Angeles                 | "Out of the Woods" |
| 20 de fevereiro de 2016 | Casamento de Britany Maack                                    | Bern Township, Pennsylvania | "Shake It Off" "Blank Space" |
| 19 de março de 2016     | Festa de Aniversário de 40 anos de Reese Witherspoon          | Los Angeles                 | "Shake It Off" (com Keith Urban) |
| 4 de junho de 2016      | Casamento de um Fã                                            | Beach Haven, New Jersey     | "Blank Space" |

### 2017–2019:Reputation
| Data                    | Evento                                                        | Cidade                   | Canções performadas |
| ----------------------- | ------------------------------------------------------------- | ------------------------ | --- |
| 9 de novembro de 2017   | ABC World Premiere Performance                                | Watch Hill, Rhode Island | "New Year's Day" |
| 10 de novembro de 2017  | SiriusXM Fishbowl                                             | Nova Iorque              | " Call It What You Want " (acústico) "New Year's Day" (acústico) "American Girl" (acústico)                                                    |
| 11 de novembro de 2017  | Saturday Night Live                                           | Nova Iorque              | " ...Ready for It? " "Call It What You Want" (acústico)                                                                                        |
| 13 de novembro de 2017  | The Tonight Show Starring Jimmy Fallon                        | Nova Iorque              | "New Year's Day" (acústico) |
| 1 de dezembro de 2017   | iHeartRadio Jingle Ball Tour 2017: KIIS-FM's Jingle Ball 2017 | Inglewood, Califórnia    | "...Ready for It?" " Blank Space " " Shake It Off " " I Don't Wanna Live Forever " " End Game " (com Ed Sheeran ) " Look What You Made Me Do " |
| 2 de dezembro de 2017   | 99.7'Now!'s Poptopia                                          | San Jose, Califórnia     | "...Ready for It?" "Blank Space" "Shake It Off" "I Don't Wanna Live Forever" "End Game" (com Ed Sheeran) "Look What You Made Me Do"            |
| 7 de dezembro de 2017   | B96 Chicago e Pepsi Jingle Bash 2017                          | Chicago                  | "...Ready for It?" "Blank Space" "Shake It Off" "I Don't Wanna Live Forever" " Gorgeous " "Look What You Made Me Do"                           |
| 8 de dezembro de 2017   | iHeartRadio Jingle Ball Tour 2017: Z100 Jingle Ball           | Nova Iorque              | "...Ready for It?" "Blank Space" "Shake It Off" "I Don't Wanna Live Forever" "End Game" (com Ed Sheeran) "Look What You Made Me Do"            |
| 10 de dezembro de 2017  | Capital FM's Jingle Bell Ball 2017                            | Londres, Inglaterra      | "...Ready for It?" "Blank Space" "Shake It Off" "I Don't Wanna Live Forever" "Gorgeous" "Look What You Made Me Do"                             |
| 1 de março de 2018      | Spotify Singles                                               | Nashville, Tennessee     | "September" (cover de Earth, Wind & Fire ) " Delicate "                                                                                        |
| 31 de março de 2018     | Concerto de Véspera de Páscoa do Bluebird Café                | Nashville, Tennessee     | "Shake It Off" "Better Man" "Love Story" (para um documentário em homenagem ao 35º aniversário do Bluebird Cafe)                               |
| 7 de maio de 2018       | Concerto de caridade da University of Phoenix Stadium         | Glendale, Arizona        | Reputation Stadium Tour setlist |
| 27 de junho de 2018     | AT&T Taylor Swift NOW: Chicago secret concert                 | Chicago                  | "Gorgeous" (acústico) "Delicate" (acústico) " All Too Well " (piano) "New Year's Day" (piano) "Shake It Off" (acústico)                        |
| 9 de outubro de 2018    | American Music Awards de 2018                                 | Los Angeles              | "I Did Something Bad" |
| 5 de dezembro de 2018   | 5th The Ally Coalition Talent Show                            | Nova Iorque              | "Delicate" (acústico com Hayley Kiyoko) |
| 23 de fevereiro de 2019 | Festa de noivado de Alexander Goldschmidt                     | Los Angeles              | "King of My Heart" (acústico) |
| 23 de abril de 2019     | Time 100 Gala                                                 | Nova Iorque              | " Style " (acústico) "Delicate" (acústico) "Love Story" (piano) "New Year's Day" (piano) "Shake It Off" (acústico)                             |

### 2019–2020:Lover
| Data                   | Evento                                            | Cidade               | Canções performadas |
| ---------------------- | ------------------------------------------------- | -------------------- | --- |
| 1 de maio de 2019      | Billboard Music Awards de 2019                    | Las Vegas            | "Me!" (com Brendon Urie do Panic! at the Disco) |
| 21 de maio de 2019     | The Voice U.S. (16.ª temporada)                   | Los Angeles          | "Me!" (com Brendon Urie) |
| 22 de maio de 2019     | Germany's Next Topmodel 14ª temporada             | Düsseldorf, Alemanha | "Me!" |
| 24 de maio de 2019     | The Graham Norton Show                            | Londres, Inglaterra  | "Me!" |
| 25 de maio de 2019     | The Voice: la plus belle voix (8ª temporada)      | Paris, França        | " Shake It Off " (com competidores) "Me!" |
| 14 de junho de 2019    | Comemoração do 50º aniversário da Stonewall Riots | Nova Iorque          | "Shake It Off" (acústico com Jesse Tyler Ferguson) |
| 10 de julho de 2019    | Amazon Prime Day Concert 2019                     | Nova Iorque          | "Me!" " Blank Space " " I Knew You Were Trouble " " Love Story " " Welcome to New York " (acústico) " Delicate " (half-acústico) " Style " " You Need to Calm Down " "Shake It Off" |
| 22 de agosto de 2019   | Good Morning America                              | Nova Iorque          | "You Need to Calm Down" "Me!" "Shake It Off" |
| 22 de agosto de 2019   | "Lover's Lounge" YouTube live stream              | Nova Iorque          | "The Archer" (acústico) |
| 23 de agosto de 2019   | SiriusXM Hits 1 Town Hall                         | Nova Iorque          | "The Archer" (acústico) "You Need to Calm Down" (acústico) "Daylight" (piano) |
| 26 de agosto de 2019   | MTV Video Music Awards de 2019                    | Newark, New Jersey   | "You Need to Calm Down" " Lover " |
| 2 de setembro de 2019  | BBC Radio 1's Live Lounge                         | Nova Iorque          | "London Boy" "Lover" "Can't Stop Loving You" (cover Phil Collins ) "Holy Ground" "The Archer" "You Need to Calm Down"                                                               |
| 5 de outubro de 2019   | Saturday Night Live                               | Nova Iorque          | "Lover" (piano) "False God" |
| 10 de outubro de 2019  | NPR Music Tiny Desk Concerts                      | Washington, D.C.     | " The Man " (acústico) "Lover" (piano) "Death by a Thousand Cuts" (acústico) " All Too Well " (piano)                                                                               |
| 29 de outubro de 2019  | We Can Survive 2019                               | Los Angeles          | "Blank Space" "Me!" "Lover" "You Need to Calm Down" "Shake It Off" |
| 7 de novembro de 2019  | Sukkiri Morning Show                              | Tókio, Japão         | "Me!" |
| 10 de novembro de 2019 | Alibaba Singles' Day Gala'Texto em itálico        | Shanghai, China      | "Me!" "Lover" (piano) "You Need to Calm Down" |
| 24 de novembro de 2019 | American Music Awards de 2019                     | Los Angeles          | "The Man" "Love Story" "I Knew You Were Trouble" "Blank Space" "Shake It Off" (com Halsey e Camila Cabello ) "Lover" (piano com Misty Copeland e Craig Hall)                        |
| 8 de dezembro de 2019  | Capital FM's Jingle Bell Ball 2019                | Londres, Inglaterra  | "Blank Space" "Me!" "London Boy" "Lover" "We Are Never Ever Getting Back Together" (acústico) "22" (acústico) "You Need to Calm Down" " Christmas Tree Farm " "Shake It Off"        |
| 13 de dezembro de 2019 | Z100's iHeartRadio Jingle Ball 2019               | Nova Iorque          | "Blank Space" "Me!" "Lover" (acústico) "Welcome to New York" (acústico) "You Need to Calm Down" "Christmas Tree Farm" "Shake It Off"                                                |
| 14 de dezembro de 2019 | Strictly Come Dancing (17ª temporada)             | Londres, Inglaterra  | "Lover" (piano) |
| 18 de dezembro de 2019 | The Tonight Show Starring Jimmy Fallon            | Nova Iorque          | "Memory" (pré-gravado com Jimmy Fallon, The Roots e o elenco de Cats em instrumentos de sala de aula)                                                                               |
| 18 de abril de 2020    | One World: Together At Home                       | —                    | "Soon You'll Get Better" (pré-gravado no piano) |

### 2020–2021:Folklore e Evermore
| Data                   | Evento                               | Cidade                  | Canções performadas                 |
| ---------------------- | ------------------------------------ | ----------------------- | ----------------------------------- |
| 16 de setembro de 2020 | 55th Academy of Country Music Awards | Nashville, Tennessee    | "Betty"                             |
| 14 de março de 2021    | 63º Grammy Awards                    | Los Angeles, Califórnia | (com Jack Antonoff e Aaron Dessner) |

### 2021-2022:Red (Taylor's Version)
| Data                   | Evento                                                         | Cidade             | Canções performadas                  |
| ---------------------- | -------------------------------------------------------------- | ------------------ | ------------------------------------ |
| 30 de outubro de 2021  | Rock and Roll Hall of Fame – Cerimônia de posse de Carole King | Cleveland, Ohio    | "Will You Still Love Me Tomorrow"    |
| 12 de novembro de 2021 | Estreia do curta-metragem All Too Well: The Short Film         | Nova Iorque        | "All Too Well (10 Minute Version)"   |
| 13 de novembro de 2021 | Saturday Night Live                                            | Nova Iorque        | "All Too Well (10 Minute Version)"   |
| 11 de junho de 2022    | Festival de Cinema de Tribeca                                  | Nova Iorque        | "All Too Well (10 Minute Version)"   |
| 21 de julho de 2022    | One More Haim Tour                                             | Londres,Inglaterra | "Gasoline" / "Love Story" (com Haim) |

### 2022-2023:Midnights
| Data                  | Evento             | Cidade              | Canções performadas                     |
| --------------------- | ------------------ | ------------------- | --------------------------------------- |
| 26 de outubro de 2022 | I, I Tour          | Londres, Inglaterra | "Exile" (com Bon Iver e Aaron Dessner)  |
| 12 de janeiro de 2023 | At Their Very Best | Londres, Inglaterra | "Anti-Hero" / "The City" (com The 1975) |